# Пугай
Пугай — река в России, протекает в Городском округе Бор и Лысковском районе Нижегородской области. 
Устье реки находится в 63 км по левому берегу реки Керженец. Длина реки составляет 23 км, площадь водосборного бассейна 126 км².
Исток реки в заболоченном лесном массиве в западной части обширных Кугайских болот. В верховьях также называется Пугайчик. Река течёт по ненаселённому лесу на юго-восток, впадает в Керженец выше деревни Пенякша. Приток — Бугровка (правый). Река образует южную границу Керженского заповедника.

## Данные водного реестра
По данным государственного водного реестра России относится к Верхневолжскому бассейновому округу, водохозяйственный участок реки — Волга от устья реки Ока до Чебоксарского гидроузла (Чебоксарское водохранилище), без рек Сура и Ветлуга, речной подбассейн реки — Волга от впадения Оки до Куйбышевского водохранилища (без бассейна Суры). Речной бассейн реки — (Верхняя) Волга до Куйбышевского водохранилища (без бассейна Оки).
По данным геоинформационной системы водохозяйственного районирования территории РФ, подготовленной Федеральным агентством водных ресурсов:
- Код водного объекта в государственном водном реестре — 08010400312110000034868
- Код по гидрологической изученности (ГИ) — 110003486
- Код бассейна — 08.01.04.003
- Номер тома по ГИ — 10
- Выпуск по ГИ — 0